# Hellbound
Hellbound (en coreà: 지옥) és una sèrie de televisió de thriller de fantasia fosca sobrenatural de Corea del Sud escrita i dirigida per Yeon Sang-ho amb Choi Gyu-seok, basada en el seu propi webtoon del mateix nom. Ambientat en l'any futur del 2022, de sobte apareixen éssers sobrenaturals del no-res per condemnar la gent a l'infern. La sèrie és protagonitzada per un repartiment que inclou Yoo Ah-in, Kim Hyun-joo, Park Jeong-min, Won Jin-ah, Yang Ik-june, Kim Do-yoon, Kim Shin-rok, Ryu Kyung-soo, Lee Re, Kim Sung-cheol, Im Seong-jae, Lee Dong-hee, Hong Eui-jun i Cho Dong-in.
La primera temporada de Hellbound es va estrenar per primera vegada al Festival Internacional de Cinema de Toronto de 2021 al "Programa de sèries de televisió Primetime" el 9 de setembre de 2021 i es va convertir en el primer drama coreà que va arribar al festival. Es va estrenar a Netflix el 19 de novembre de 2021 i es va convertir l'endemà en la sèrie de Netflix més vista del món, superant Squid Game, estrenada dos mesos abans a Singapur. Els crítics es van mostrar positius amb la sèrie, però també sabien que seguia els passos de Squid Game; no obstant això, van predir que se'n parlaria molt i tindria un impacte durador.
La segona temporada va ser convidada com una de les sis sèries dramàtiques de la secció On Screen al 29è Festival Internacional de Cinema de Busan. Va ser estrenada el 25 d'octubre de 2024.

## Premissa[7][8]
Hellbound té lloc el 2022-2027 a Corea del Sud. De sobte, una cara d'un altre món anomenada àngel comença a materialitzar-se per lliurar profecies anomenades decrets que condemnen determinats individus a l'infern en un moment futur específic, ja sigui segons o anys més tard. Tres monstruosos éssers sobrenaturals apareixen gairebé en el moment exacte per matar i incinerar el cos de la persona en una mena d'espectacular mostra de força anomenada demostració. Dues organitzacions en comú, la New Truth Society, de culte, i el grup Arrowhead, semblant a una banda, aconsegueixen poder jugant amb les pors de la gent.
Dels sis episodis de la sèrie, els episodis 1-3 se centren en un detectiu que investiga els fenòmens sobrenaturals, el president de l'ordre religiós de la Nova Veritat i un advocat de principis. Excepte l'advocat, els personatges principals canvien als episodis 4-6, que tenen lloc 5 anys després i se centren en un productor de televisió i la seva dona que han de lluitar amb el fet que el seu nadó està destinat a l'infern.

## Repartiment

### Principal
- Yoo Ah-in (temporada 1) i Kim Sung-cheol (temporada 2) com a Jeong Jin-soo, un líder de culte de l'emergent New Truth Society.[9][10]
- Park Sang-hoon com el jove Jeong Jin-soo[11]
- Kim Hyun-joo com a Min Hye-jin, un advocat[12]
- Park Jeong-min com a Bae Young-jae, director de producció d'una emissora[13] (Temporada 1)
- Won Jin-ah com a Song So-hyun, l'esposa de Bae Young-jae[14] (Temporada 1)
- Yang Ik-june com Jin Kyeong-hoon, un detectiu

### De suport
- Kim Do-yoon com a Lee Dong-wook, un estrímer i membre d'Arrowhead, una banda de joves violents
- Kim Shin-rok com a Park Jeong-ja, una mare soltera subjecta a la primera manifestació pública
- Lee Re com Jin Hee-jeong, la filla de Jin Kyeong-hoon
- Ryu Kyung-soo com a Yoo Ji, un sacerdot del culte de la Nova Veritat
- Kim Mi-soo com a Deacon Young-in de la Nova Veritat
- Lee Dong-hee com a president Kim Jeong-chil
- Cha Si-won com el diaca Sacheong de la Nova Veritat
- Im Hyeong-guk com a Gong Hyeong-joon, professor de sociologia i líder de la contraorganització Sodo[15]
- Kim Hyun com a membre de l'Església
- Lim Seong-jae com a membre de Sodo (temporada 2)[16]
- Hong Eui-joon com a líder de Sodo (temporada 2)[17]

### Aparicions especials
- Cho Dong-in (Temporada 2)[16]
- Moon Geun-young (Temporada 2)[16]
- Moon So-ri (Temporada 2)[18]
- Jung Ji-so com Angel